# Km 3
Km 3 é um bairro do distrito da sede, município de Santa Maria. Localiza-se na região nordeste da cidade. 

O bairro Km 3 possui uma área de 3,4878 km² que equivale a 2,86% do distrito da Sede que é de 121,84 km² e  0,1947% do municipio de Santa Maria que é de 1791,65 km².

## História
Em 1986 o Km 3 já existia como um bairro oficial. Em 2006 o bairro teve mudanças significativas em seu território. A área mais povoada foi englobada pelo vizinho Nossa Senhora das Dores, além da perda de áreas para o Cerrito e São José que estão situadas ao sul da BR-158 e ERS-509. Como novas áreas do bairro estão a oficina da RFFSA e área de morro, onde destaca-se a unidade residencial Vila Bilibiu.

## Limites
Limita-se com os bairros: Arroio Grande, Campestre do Menino Deus, Cerrito, Nossa Senhora das Dores, Pé-de-Plátano, Presidente João Goulart, São José, e, com o município de Itaára.
Descrição dos limites do bairro: A delimitação inicia na ponte em um ponto do eixo da Rodovia BR-158, sobre o vale Garganta do Diabo, coincidente com a linha do Perímetro Urbano, segue-se a partir daí pela seguinte delimitação: linha do Perímetro Urbano, que parte do eixo da ponte da Rodovia BR-158 sobre o vale da Garganta do Diabo  e chega no eixo da ponte da Estrada Municipal Ângelo Berleze sobre o Rio Vacacaí-Mirim; eixo da Estrada Municipal Ângelo Berleze, no sentido sul, defletindo para sudoeste; eixo da Avenida Prefeito Evandro Behr, no sentido sudoeste, contornando para oeste, até o Trevo do Castelinho; eixo da Rodovia BR-158, no sentido oeste, contornando para sudoeste; eixo da Rua Conceição Voltier, no sentido nordeste; eixo da Avenida Diácono João Luiz Pozzobon, no sentido noroeste; eixo da Rua Fioravante Antônio Spiazzi, no sentido nordeste; eixo da Avenida Osvaldo Cruz, no sentido noroeste; fundo dos lotes que confrontam ao sudoeste com a Rua João Swetsch, no sentido noroeste; sanga tributária do Rio Vacacaí-Mirim, em divisa com as oficinas do Km 3, no sentido a jusante; eixo da linha férrea Santa Maria Porto-Alegre, no sentido sudeste, contornando para leste; linha da faixa de domínio oeste da Rodovia BR-158, no sentido norte, leito do Arroio Garganta do Diabo, no sentido a montante, até alcançar a ponte sobre o Vale do Menino Deus (conhecida como Vale da Garganta do Diabo) , em um ponto do eixo da Rodovia BR-158, início desta demarcação.

## Unidades residenciais
O bairro Km 3, pertencente ao distrito da Sede, é uma unidade de vizinhança que contém as seguintes unidades residenciais:
| # | Unidade residencial  | Localização                       | Limites | Obs.       |
| - | -------------------- | --------------------------------- | --- | ---------- |
| 1 | Km 3                 |                                   | Toda a área do perímetro do Bairro Km 3 sem denominação específica. |            |
| 2 | Vila Anacleto Corrêa | 29° 41' 30.52" S 53° 47' 04.29" O | A unidade residencial urbana localizada ao sudeste da Avenida Osvaldo Cruz, divisa nordeste e sudeste com a Vila Dr. Wautier e cujos lotes confrontam com a Avenida Alexandre Menuzzi. |            |
| 3 | Vila Bilibiu         | 29° 41' 21.76" S 53° 46' 22.71" O | A unidade residencial urbana localizada ao norte da Avenida Osvaldo Cruz, com acesso pela BR-158 e a Rua Walter Berleze, cujas residências entestam para as Ruas Marconi Mussoi, São João do Polesine, Adir Miola, Walter Berleze, “B”, “C” e “F”. |            |
| 4 | Vila Dr. Wautier     | 29° 41' 35.73" S 53° 47' 00.23" O | A unidade residencial urbana que confronta ao noroeste com a Avenida Osvaldo Cruz; ao sudeste, com três segmentos de linha reta, com início num ponto do eixo da Avenida Osvaldo Cruz que dista 140 metros ao sudeste da Rua Conceição Voltier, até um ponto no eixo da Avenida Farroupilha, que dista 145 metros, também daquela Rua, outro ponto que fica na boca da Rua José Forgiarini e outro ponto no lado norte da BR-158, distando 130 metros a oeste da Rua Pedro de Oliveira; ao sudoeste e sul com o alinhamento norte da BR-158 e três pontos que ligam com um prolongamento da Rua Conceição Voltier, Rua Fioravante Antônio Spiazzi e a Avenida Victor Hofmann, com a Rua Padre Kentenich; ao noroeste, com o eixo da Rua Victor Hofmann e seu prolongamento, até o eixo da Avenida Alexandre Menuzzi; por fim ao sudoeste, onde confronta com a referida travessa. | [ Obs. 1 ] |
| 5 | Vila Favarin         | 29° 41' 30.84" S 53° 46' 08.16" O | A unidade residencial urbana que confronta ao norte com o Rio Vacacaí-Mirim; ao sul, com a Avenida Osvaldo Cruz e cuja rua de acesso denomina-se Arcângelo Favarin. |            |
| 6 | Vila Palmares        | 29° 41' 40.68" S 53° 45' 57.27" O | A unidade residencial urbana que confronta ao norte com a linha férrea Santa Maria - Porto Alegre; a leste, com as propriedades que entestam ao noroeste com a Estrada Municipal Ângelo Berleze; ao sul, com o lado noroeste da Avenida Prefeito Evandro Behr (antiga Avenida Prefeito Evandro Behr) e a oeste com uma sanga, afluente do Rio Vacacaí-Mirim. |            |

1. ↑  O acesso principal se dá pela Avenida João Luiz Pozzobon.

## Demografia

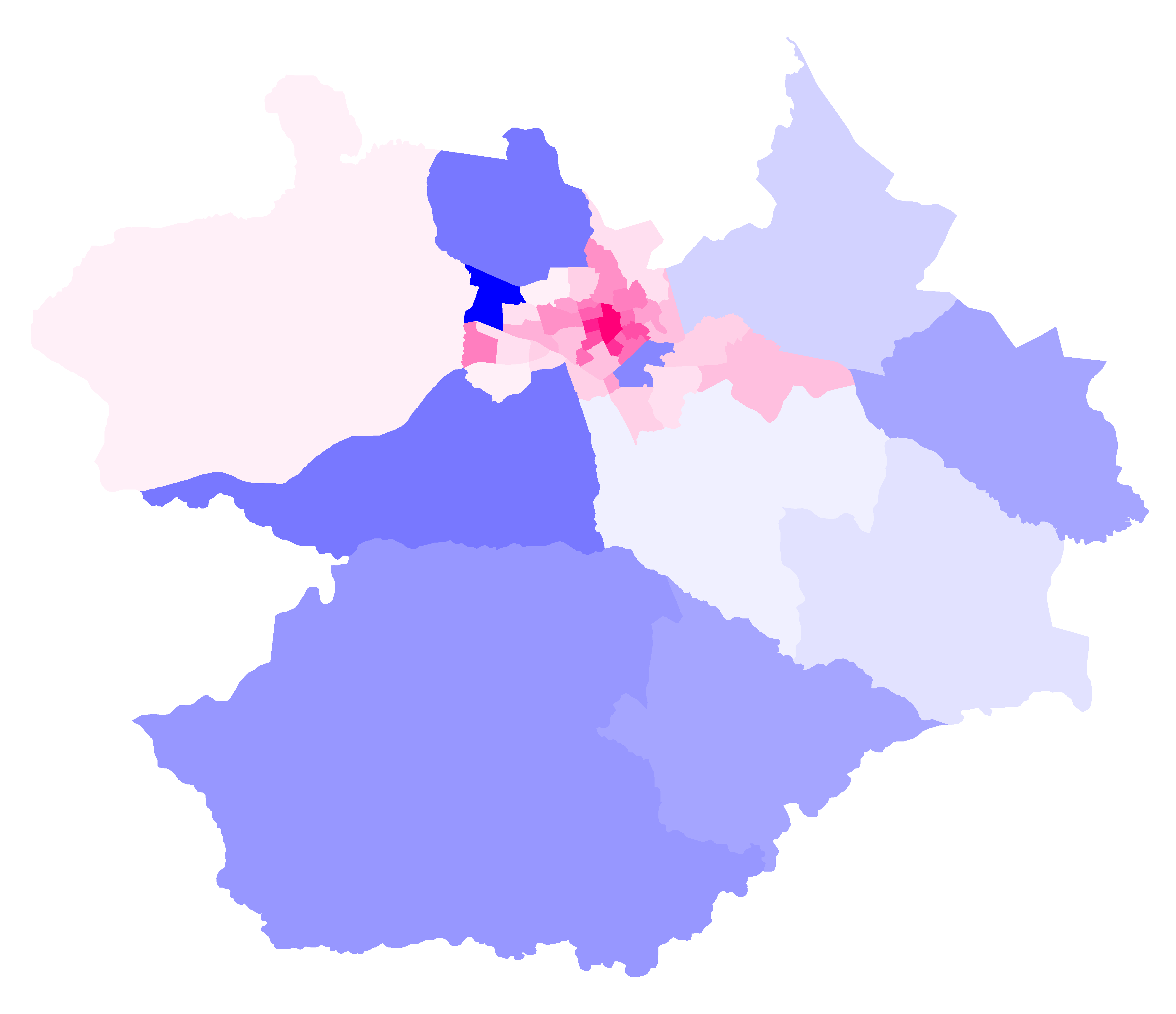
Mapa do município de Santa Maria com as divisões em bairros. Em escalas de azul os bairros com predominância masculina e em escalas de rosa os bairros com predominância feminina. Observa-se que quanto melhor a infraestrutura e o acesso a ela mais convidativo o bairro é para a população feminina. E, reciprocamente, podemos reconhecer os bairros com melhor infraestrutura observando onde a população feminina está concentrada.

Segundo o censo demográfico de 2010, Km 3 é, dentre os 50 bairros oficiais de Santa Maria:
- Um dos 41 bairros do distrito da Sede.
- O 35º bairro mais populoso.
- O 23º bairro em extensão territorial.
- O 34º bairro mais povoado (população/área).
- O 27º bairro em percentual de população na terceira idade (com 60 anos ou mais).
- O 25º bairro em percentual de população na idade adulta (entre 18 e 59 anos).
- O 19º bairro em percentual de população na menoridade (com menos de 18 anos).
- Um dos 39 bairros com predominância de população feminina.
- Um dos 30 bairros que não contabilizaram moradores com 100 anos ou mais.

Distribuição populacional do bairro
1. Total: 2504 (100%)
  1. Urbana: 2504 (100%)
  2. Rural: 0 (0%)
2. Homens: 1212 (48,4%)
  1. Urbana: 1212 (100%)
  2. Rural: 0 (0%)
3. Mulheres: 1292 (51,6%)
  1. Urbana: 1292 (100%)
  2. Rural: 0 (0%)

## Infraestrutura
Museu
- Casa Museu Diácono João Luiz Pozzobon: localiza-se na Avenida Osvaldo Cruz,697. Foi a residência de João Luiz Pozzobon e inaugurada como Museu em 1990. A Casa mostra um pouco do seu trabalho e está preservada como ele deixou, inclusive com os objetos de uso pessoal do Diácono. Em 1933 João Luiz Pozzobon veio morar nesta casa até seu falecimento em 27 de junho de 1985, vitima de atropelamento a caminho do Santuário da Mãe e Rainha. Hoje se encontra aberto o processo de beatificação. O trabalho da Diocese de Santa Maria da causa João Pozzobon está quase no seu final de encaminhamento à Roma[5].